# Éducation communautaire
 (décembre 2021).
 (décembre 2021).
- Si vous ne connaissez pas le sujet, laissez ce bandeau (vous pouvez alors contacter les auteurs).
- Si vous supprimez le contenu mis en cause (vous pouvez préalablement contacter les auteurs),

argumentez précisément cette suppression dans la page de discussion
(un manque de référence n'est pas un argument ; une recherche réelle de référence doit avoir été effectuée, être formellement documentée).
 (décembre 2021).
 (décembre 2021).
La mise en forme du texte ne suit pas les recommandations de Wikipédia : il faut le « wikifier ».
Les points d'amélioration suivants sont les cas les plus fréquents. Le détail des points à revoir est peut-être précisé sur la page de discussion.
- Les titres sont pré-formatés par le logiciel. Ils ne sont ni en capitales, ni en gras.
- Le texte ne doit pas être écrit en capitales (les noms de famille non plus), ni en gras, ni en italique, ni en « petit »…
- Le gras n'est utilisé que pour surligner le titre de l'article dans l'introduction, une seule fois.
- L'italique est rarement utilisé : mots en langue étrangère, titres d'œuvres, noms de bateaux, etc.
- Les citations ne sont pas en italique mais en corps de texte normal. Elles sont entourées par des guillemets français : « et ».
- Les listes à puces sont à éviter, des paragraphes rédigés étant largement préférés. Les tableaux sont à réserver à la présentation de données structurées (résultats, etc.).
- Les appels de note de bas de page (petits chiffres en exposant, introduits par l'outil «  Source ») sont à placer entre la fin de phrase et le point final[comme ça].
- Les liens internes (vers d'autres articles de Wikipédia) sont à choisir avec parcimonie. Créez des liens vers des articles approfondissant le sujet. Les termes génériques sans rapport avec le sujet sont à éviter, ainsi que les répétitions de liens vers un même terme.
- Les liens externes sont à placer uniquement dans une section « Liens externes », à la fin de l'article. Ces liens sont à choisir avec parcimonie suivant les règles définies. Si un lien sert de source à l'article, son insertion dans le texte est à faire par les notes de bas de page.
- La présentation des références doit suivre les conventions bibliographiques. Il est recommandé d'utiliser les modèles {{Ouvrage}}, {{Chapitre}}, {{Article}}, {{Lien web}} et/ou {{Bibliographie}}. Le mode d'édition visuel peut mettre en forme automatiquement les références.
- Insérer une infobox (cadre d'informations à droite) n'est pas obligatoire pour parachever la mise en page.

Pour une aide détaillée, merci de consulter Aide:Wikification.
Si vous pensez que ces points ont été résolus, vous pouvez retirer ce bandeau et améliorer la mise en forme d'un autre article.
L'Éducation Communautaire, aussi appelée apprentissage et développement communautaires, représente l’ensemble des programmes, au sein d’une organisation, visant à promouvoir l’apprentissage et les activités de développement social des individus et des groupes au sein de leur communauté, en utilisant un ensemble de méthodes formelles et informelles. Une des caractéristiques communes est le fait que les programmes et les activités soient développés dans le dialogue avec les communautés et les participants. Son objectif est  de développer la capacité des individus et groupes de tout âge dans leurs actions ainsi que la capacité des communautés à améliorer leur qualité de vie. La capacité de participer au processus démocratique est l’élément central de l’éducation populaire. Jeremy Paquet
L'Éducation Communautaire englobe toutes les professions et approches qui s’occupent de la gestion des programmes d’éducation et de développement au sein des communautés locales, plutôt qu’au sein des établissements d’enseignement tels que les écoles, les établissements secondaires et les universités. Ces derniers font partie du système éducatif formel, alors que l’éducation communautaire est parfois appelée éducation informelle. Cette dernière a longtemps critiqué certains aspects du système éducatif formel pour avoir fait défaut à une grande partie de la population dans tous les pays, et s’est montrée particulièrement soucieuse d’apporter des possibilités d’apprentissage et de développement vers les régions les plus pauvres, bien que cela puisse également être mis en place plus largement.
Il existe un grand nombre d’emplois, et parmi les potentiels employeurs figurent les autorités publiques ainsi que des associations ou organisations non gouvernementales, financées par l’État et par des organismes subventionnaires indépendants. Les écoles, les établissements secondaires et les universités peuvent aussi soutenir l’apprentissage et le développement communautaires à travers des activités de sensibilisation et du travail de proximité au sein des communautés. C’est ce que le mouvement des écoles communautaires soutient depuis les années soixante. Certaines universités et établissements secondaires offrent depuis des dizaines d’années des programmes éducatifs pour les adultes au sein des communautés locales. Depuis les années soixante-dix, le préfixe « communauté » a également été adopté par plusieurs autres professions, allant des éducateurs aux professionnels de la santé, aux urbanistes et aux architectes, qui travaillent avec des groupes, des communautés plus défavorisés, et qui ont été influencés par les méthodes de l’éducation et du développement communautaires.
Depuis de nombreuses années, les éducateurs communautaires ont développé une gamme de compétences et d’approches pour travailler au sein des communautés locales et en particulier avec les personnes défavorisées. Il s’agit notamment de méthodes éducatives moins formelles, d’organisation communautaire et de compétences de travail en groupe. Depuis les années soixante et soixante-dix, à travers les différents programmes de lutte contre la pauvreté dans les pays développés et en voie de développement, ces professionnels ont été guidés par les analyses structurelles des causes de désavantage et de pauvreté, à savoir les inégalités dans la répartition des richesses, des revenus, de la terre, etc., et surtout le pouvoir politique et la nécessité de mobiliser le pouvoir du peuple pour engendrer des changements sociaux. Le travail des éducateurs, tel que celui de Paulo Freire, a également pour but la politisation des pauvres.
Dans l’histoire de l’éducation communautaire, de l’apprentissage et du développement communautaires, le Royaume-Uni a joué un rôle important en accueillant les deux principaux organismes internationaux représentant l’éducation et le développement communautaires. Il s’agit de l’ « International Community Education Association », qui a été pendant de nombreuses années basée au « Community Education Development Center », situé à Coventry, au Royaume-Uni. L’ICEA et la CEDC ont maintenant fermé leurs portes, et l’Association internationale pour le développement communautaire a toujours son siège en Écosse. Dans les années 1990, on s’est demandé si ces deux organismes pourraient fusionner. Le terme apprentissage et développement communautaires n’a pas pris beaucoup d’ampleur dans d’autres pays, bien que les approches d’apprentissage et de développement communautaires soient reconnues à l’échelle internationale. Ces méthodes et approches ont été reconnues comme importantes pour le développement social, économique, culturel, environnemental et politique local par des organisations telles que l’ONU, l’OMS, l’OCDE, la Banque mondiale, le Conseil de l’Europe et l’UE.